# Clase Littorio
Los acorazados de la clase Littorio, construidos para la Regia Marina (Marina de Guerra Italiana). Representan la máxima expresión de la ingeniería naval italiana, con respecto a los grandes acorazados de la Primera Guerra Mundial. Los acorazados de la clase Littorio, representaban la respuesta de la Regia Marina a la Marina de Guerra Francesa y sus acorazados de las clases Dunkerque y Richelieu.
Inicialmente se planeó la construcción de 6 acorazados de esta clase, pero la situación general de la industria italiana, hizo imposible que se pudieran construir la cantidad mencionada, por lo que se procedió a modernizar los acorazados de la clase Andrea Doria. 
Con estos navíos de guerra, Benito Mussolini soñaba con dominar en el Mar Mediterráneo y la reconstrucción de un nuevo Imperio romano. Son los primeros acorazados construidos después de la expiración del Tratado Naval de Washington y del Tratado Naval de Londres. Los primeros dos acorazados fueron colocados en grada en 1935.

## Diseño
El diseño de la clase Littorio era notable en varios aspectos. Eran buques de guerra bien equilibrados de considerable calidad y prestigio técnico, combinaban una excelente protección vertical, una batería principal de gran alcance y velocidad.  La relación entre el volumen del casco y la superestructura general era muy armoniosa, dando a los barcos un aspecto agresivo,  eran llamativamente agraciados, con una superestructura alta pero equilibrada. 
Poseían además del timón principal en línea de crujía, unos timones auxiliares entre los ejes internos y externos de las cuatro hélices muy peculiares a cada banda a popa, eran de proa tipo atlántico con bulbo y de líneas muy hidrodinámicas. Su defensa antiaérea era de 6 cañones de 90 mm en casamatas individuales que podían disparar en ángulo de 75°, más cañones secundarios en 4 torres triples de 155 mm. 
A diferencia de sus contemporáneos, sus interiores y acomodaciones generales destacaban por amplitud, su decoración, modernidad y comodidad.
La clase Littorio tenía 240,68 m (789 pies 8 pulgadas) de eslora y tenía una manga de 32,82 m (107 pies 8 pulgadas) y un calado de 9,6 m (31 pies 6 pulgadas). Fue diseñada con un desplazamiento estándar de 40.992 toneladas largas (41.650 t), una abierta violación de la restricción de 35.000 toneladas largas (36.000 t) del Tratado Naval de Washington; con carga de combate completa, desplazó 45.485 toneladas largas (46.215 t). 
El proyecto estaba propulsado por cuatro turbinas de vapor con engranajes Belluzo con una potencia nominal de 128.000 caballos de fuerza en el eje (95.000 kW). El vapor fue proporcionado por ocho calderas Yarrow alimentadas con petróleo. Los motores proporcionaron una velocidad máxima de 30 nudos (56 km / h; 35 mph) y un alcance de 3920 millas náuticas (7260 km; 4510 millas náuticas) a 20 nudos (37 km / h; 23 mph. A 30 nudos la autonomía disminuía a tan solo 3.000 km, por lo que eran solo aptos para el Mediterráneo.

### Armamento
Tenían una tripulación de entre 1830 a 1950 hombres de mar. Todas las unidades estaban equipadas con una catapulta en su popa y equipada con tres hidroaviones de reconocimiento biplano IMAM Ro.43 o cazas Reggiane Re.2000.
El armamento principal consistía en nueve cañones Modelo OTO / Ansaldo 381/50-1934 de 381 mm (15 pulgadas) en tres torretas triples; dos torretas dispuestas en altas barbetas se colocaron hacia adelante en una disposición de andanada en avance y la tercera a popa. A pesar de la modesta elevación de solo 35° y con un disparo de alta velocidad inicial, eran las armas de mayor alcance (42.8 km), superando a la clase Yamato en tan solo 0.8 km y nunca jamás superada por otro buque de guerra de la Segunda Guerra Mundial.
Su armamento antisuperficie secundario consistía en doce cañones de 152 mm (6 pulgadas) /55 Modelo 1934/35 en cuatro torretas triples en medio del barco.
Estos se complementaron con cuatro cañones modelo 1891/92 de 120 mm (4,7 pulgadas) /40 en monturas individuales; estas armas eran armas antiguas y estaban destinadas principalmente a disparar proyectiles estándar. Además estaban equipados con una batería antiaérea que constaba de doce cañones de 90 mm (3,5 pulgadas) / 50 Modelo 1938 en monturas individuales, veinte cañones de 37 mm (1,5 pulgadas) / 54 en ocho monturas dobles y cuatro individuales, y dieciséis cañones de 20 mm ( 0,79 in) /65 cañones en ocho montajes dobles.

### Blindaje
El buque estaba protegido por un cinturón de blindaje principal de 280 mm (11 pulgadas) con una segunda capa de acero de 70 mm (2,8 pulgadas) de espesor. La cubierta principal tenía un espesor de 162 mm (6,4 pulgadas) de espesor en el área central del barco y se redujo a 45 mm (1,8 pulgadas) en áreas menos críticas. Las torretas de la batería principal tenían un grosor de 350 mm (13,8 pulgadas) y la estructura de la torreta inferior estaba alojada en barbetas que también tenían un grosor de 350 mm. Las torretas secundarias tenían blindajes de 280 mm de espesor y la torre de mando tenía lados de 260 mm (10,2 pulgadas) de espesor.

### Protección subacuática
Diseñado por Umberto Pugliese, los cuatro buques incorporaron un sistema de protección subacuático único que comparte su nombre. Usando los tubos huecos inundados, separados por los cuartos internos de la nave por una pared armada fina, el sistema de Pugliese era un acercamiento revolucionario a la defensa contra el ataque a torpedo. Cuando estas unidades fueron atacadas por torpedos, todas pudieron volver a puerto sin perderse ninguna por este motivo. No se debe considerar en este aspecto la acción de misiles guiados "Fritz-X" como es el caso del RN Roma, arma desconocida al momento de su botadura y que no fueron diseñados para resistir su poder de penetración.
Sin embargo, la experiencia subsecuente revelaría el sistema Pugliese como inferior al sistema múltiple del tabique hermético proporcionando una zona escasa para absorber la energía del impacto. La única potencia extranjera en adoptar el sistema fue la Unión Soviética, en su clase Sovetsky Soyuz, diseñada por la firma italiana Ansaldo. El resto del sistema protector de las naves era convencional.

### Esquemas de camuflaje naval
En tiempos de paz, todas las unidades estaban pintadas con color gris claro naval adoptado en 1929, con obra viva de color verde oscuro para las grandes unidades y para las menores, era del tradicional color rojo rústico.
En tiempos de guerra y sobre todo después de que algunos aviones italianos bombardearon sus propios barcos por error en la batalla de Calabria en julio de 1940, todas las unidades usaron en su cubierta un distintivo esquema de reconocimiento en franjas transversales alternadas rojas y blancas a popa y/o a proa.  El RN Roma presentaba un esquema de camuflaje vertical de franjas polimórficas dentadas color azul muy oscuro llamado tipo Claudus con ondas blancas a proa y popa, muy similar al esquema usado por la marina alemana.

Los acorazados de clase Littorio eran la única excepción; cada acorazado de este tipo tenía sus propias características especiales. El Littorio y el Vittorio Veneto tenían franjas de identificación rojo-blanco que terminaban antes de alcanzar la torreta de proa. Además, el alcázar de madera del Vittorio Veneto tenía un color gris plomo con franjas diagonales. El Littorio también usó este color en la popa mucho más adelante, a fines de 1941. En la proa, los colores de identificación del acorazado Roma llegaban al segundo rompeolas, mientras que la popa no se pintó. Las franjas de identificación del Littorio y del Vittorio Veneto fueron repintadas a principios de 1943, a diferencia de las del Roma que permanecieron en el barco hasta su hundimiento.

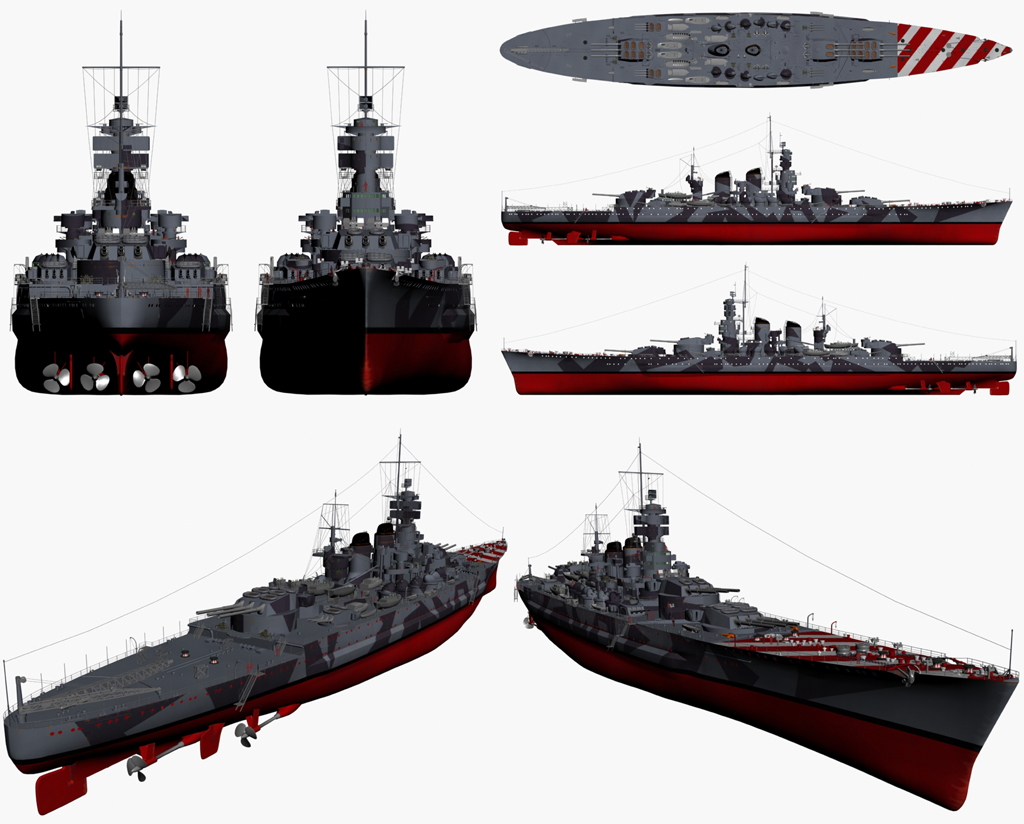
Infografías 3D
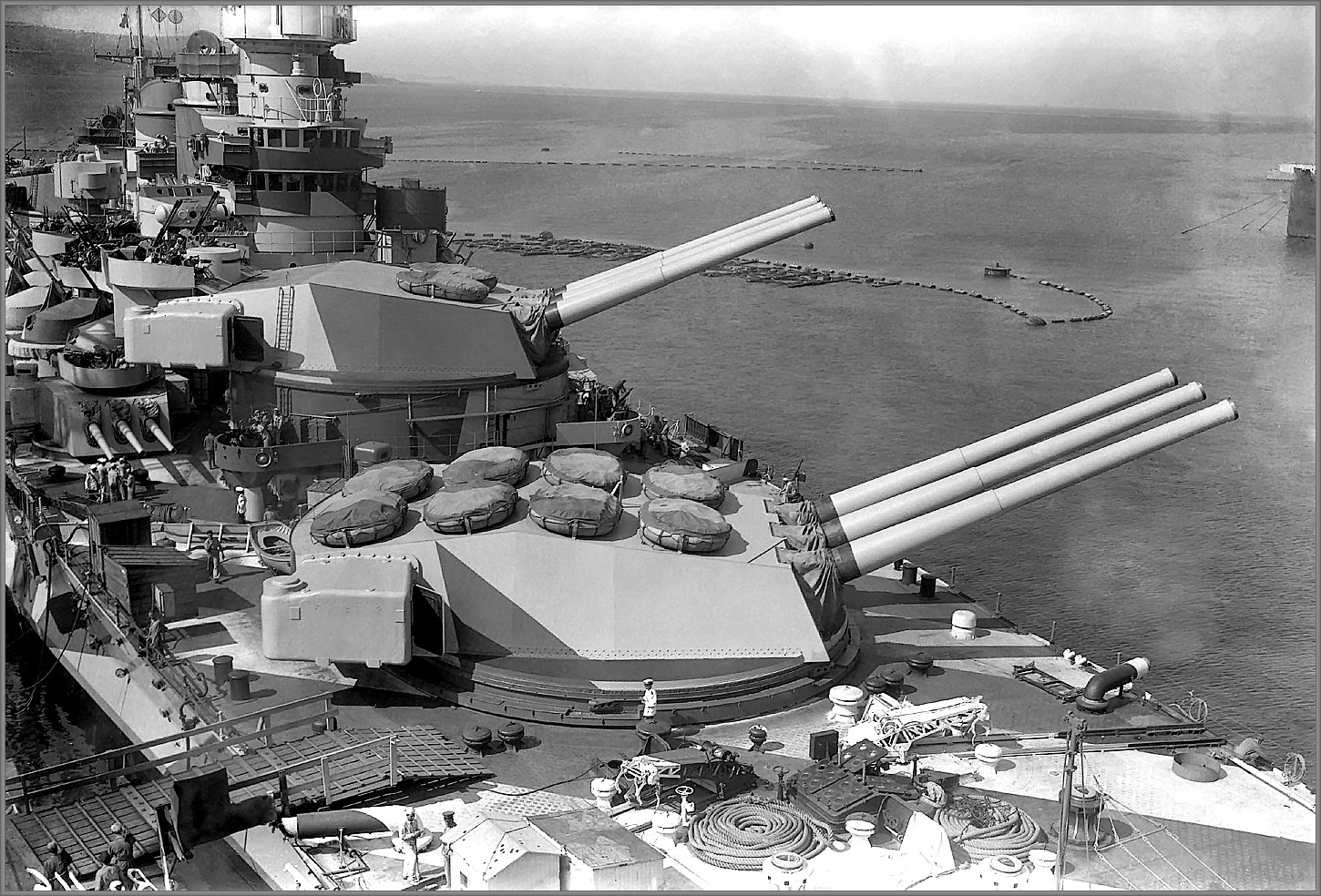
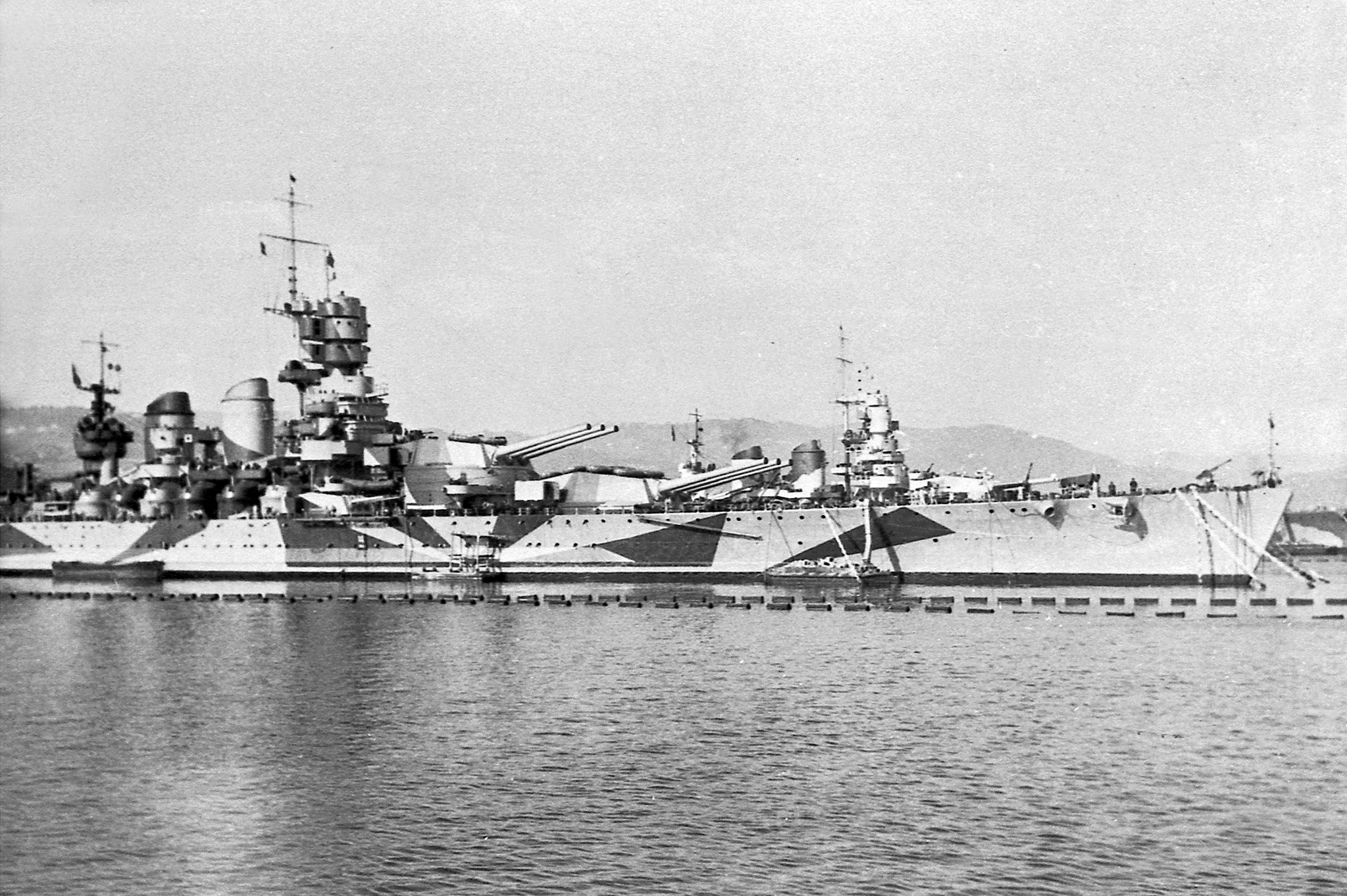
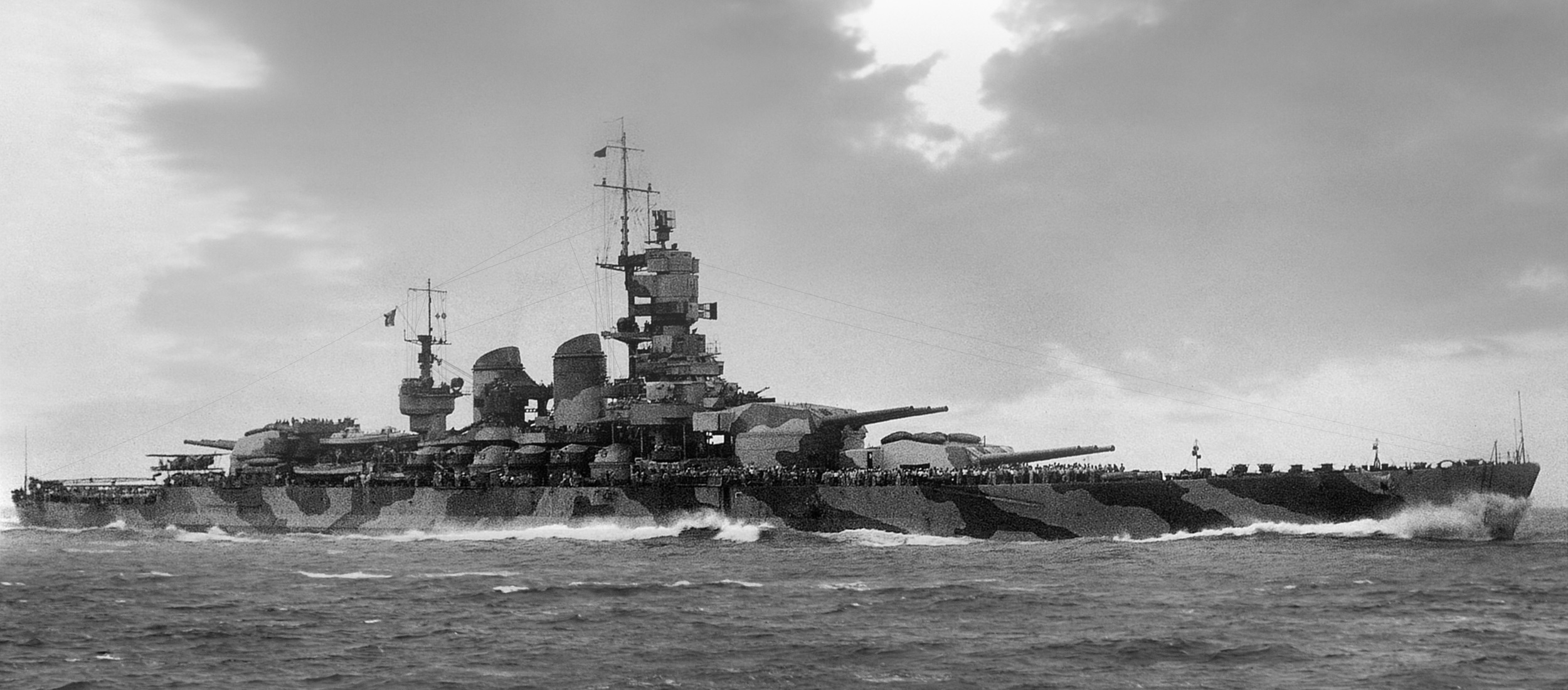

## Naves de esta clase
La clase Littorio consistía de cuatro naves:
- Vittorio Veneto; En el final de la guerra tuvo que ser entregado al Reino Unido pero al renunciar éste al buque permaneció finalmente en Italia en donde fue desguazado en 1950. Las letras de bronce de su nombre fueron tomadas de su popa y ahora son exhibidas en el museo naval de Venecia.
- Littorio; hundido en aguas someras por tres torpedos durante la Batalla de Tarento, reflotado más tarde, rebautizado Italia después de la rendición italiana. Al final de la guerra tuvo que ser entregado a Estados Unidos pero al renunciar al buque permaneció finalmente en Italia en donde fue desguazado en 1950.
- Roma; entró en servicio en 1942, fue hundido por una bomba guiada alemana FX 1400 (Fritz X) después de que Italia firmara el armisticio con los aliados, siendo el primer buque de guerra hundido por misiles dirigidos.
- Impero; nunca completado, desguazado después de la guerra.
- Se contemplaba la construcción de dos buques adicionales de esta clase en 1936, pero la situación general de la industria italiana, y el comienzo de la guerra, evitó que estos planes fueran realizados.

## Nota
1. ↑  Whitley states that Roma was completed with 28 20 mm guns and the other two were originally equipped with 16, but Garzke & Dulin give 32 and 24.[5][6]